# Union des partis latino-américains
L'Union des partis latino-américains (en espagnol : Unión de Partidos Latinoamericanos) (UPLA) est une organisation de partis politiques et de mouvements du centre-droit d'Amérique. Elle a été créée en 1992 dans le but de promouvoir et de défendre la démocratie et la liberté dans les pays d'Amérique latine.
L'organisation est membre de l'Union démocrate internationale (fondée en 1983 par Margaret Thatcher, George H. W. Bush et Helmut Kohl). 

## Organisation
Le conseil élu de l'assemblée générale à Guayaquil, en Équateur, en juillet 2012 est composé de :
- Président : Armando Calderón Sol.
- Vice-présidents : Julián Obiglio, Óscar Ortiz Antelo, Sergio Romero Pizarro et Juan Diego Zelaya.
- Directeur exécutif : Nicolás Figari.

## Membres
| Pays                   | Parti                                 | Abréviation | Couleur                |
| ---------------------- | ------------------------------------- | ----------- | ---------------------- |
| Argentine              | Proposition républicaine              | PRO         | Jaune                  |
| Bolivie                | Mouvement social démocrate            | MDS         | Rouge et vert          |
| Brésil                 | Démocrates                            | DEM         | Bleu, vert et blanc    |
| Chili                  | Union démocrate indépendante          | UDI         | Bleu, blanc et jaune   |
| Chili                  | Rénovation nationale                  | RN          | Bleu, blanc, rouge     |
| Colombie               | Parti conservateur colombien          | PCC         | Bleu                   |
| République dominicaine | Force nationale progressiste          | FNP         | Bleu et Blanc          |
| République dominicaine | Parti réformiste social chrétien      | PRSC        | Rouge                  |
| Équateur               | Parti social-chrétien, Mouvement CREO | PSC CREO    | Jaune et rouge         |
| Salvador               | Alliance républicaine nationaliste    | ARENA       | Bleu, blanc, et rouge  |
| Guatemala              | Parti unioniste                       | PU          | Noir et arc-en-ciel    |
| Honduras               | Parti national du Honduras            | PNH         | Bleu                   |
| Nicaragua              | Parti conservateur                    | PC          | Vert                   |
| Panama                 | Parti panamiste                       | PP          | Violet, jaune et rouge |
| Panama                 | Changement démocratique               | CD          | Cyan, rose et blanc    |
| Paraguay               | Parti colorado                        | PC          | Rouge et blanc         |
| Pérou                  | Parti populaire chrétien              | PPC         | Vert                   |
| Venezuela              | Projet Venezuela                      | PV          | Jaune                  |

## Associés
| Pays   | Parti                        | Abréviation | Couleur |
| ------ | ---------------------------- | ----------- | ------- |
| Canada | Parti conservateur du Canada | CPC         | Bleu    |

## Observateurs
Argentine
- Partido Justicialista, Parti justicialiste
- Union Del Centro Democratico, Union du centre démocratique

 Costa Rica
- Partido Integración Nacional, Parti de l'intégration nationale

## Liens
- (es) Site officiel de l'UPLA
- (en) L'UPLA sur le site de l'IDU